# Spiculatidiplosis longistylis
Spiculatidiplosis longistylis är en tvåvingeart som beskrevs av Fedotova 2003. Spiculatidiplosis longistylis ingår i släktet Spiculatidiplosis och familjen gallmyggor. Inga underarter finns listade i Catalogue of Life.